# Història de Sierra Leone
La història de Sierra Leone comença gairebé amb l'arribada dels europeus i transcorre com un país més de l'Àfrica Occidental fins a l'explotació massiva de diamants, els quals el van convertir en el més subdesenvolupat del món i el que té l'índex més baix de  desenvolupament humà.

## Prehistòria de Sierra Leone
És molt poc el que se sap de la prehistòria de Sierra Leone. Sembla que el primer homínid que va poblar aquesta part d'Àfrica va ser l'homo ergaster, fa uns tres milions d'anys. Després d'ell vindria l'anomenat homo erectus i després d'aquest l'homo sapiens fa uns 200.000 anys, sent aquesta espècie la que finalment es va imposar i va perdurar fins a l'actualitat.
Les troballes arqueològiques mostren que Sierra Leone ha estat habitada contínuament durant almenys els darrers 2.500 anys, poblada per successius moviments de pobles procedents d'altres parts d'Àfrica. L'ús del ferro es va introduir a Sierra Leone al segle IX i, a finals del segle x, l'agricultura estava sent practicada per les tribus costaneres.
A diferència d'altres estats africans com Zimbabwe, Mauritània i especialment Egipte, les actuals nacions d'Àfrica Occidental no van comptar amb civilitzacions que aixequessin grans construccions o, almenys, les escasses excavacions arqueològiques no les han trobat encara.
Sembla gairebé provat que mariners procedents de Tartessos van passar per l'actual Sierra Leone en el viatge que els va portar a la costa índica d'Àfrica potser abans del segle iv aC, on el mariner grec Eudoxi de Cízic va trobar les restes (el mascaró o hippoi) quan realitzava el seu viatge cap a l'Índia per les costes de l'actual Eritrea.
Més improbable encara resulta que aquest hel·lè, Eudoxi, arribés o passés per aquestes terres en el seu últim viatge, del qual no es tenen indicis. Cal tenir en compte que el que existís més enllà de Mauritània no interessava molt; així el rei Bocos de Mauritània va deportar al navegant grec a una illa deserta quan aquest li va demanar la seva col·laboració per realitzar un segon intent de circumnavegar Àfrica cap a l'Índia. Bocos temia que allò atragués els bàrbars a la seva terra.
Posteriorment, malgrat no estar clar el moment, navegants àrabs van arribar a aquestes costes portant amb ells l'islam, però aquesta dada no està prou contrastada, doncs autors com Jordi Esteva, experts en el món àrab, apunten que les navegacions dels fills de Simbad discorrien per l'Àfrica oriental i l'Àsia, especialment per l'Índia i la Xina.

## Arribada dels europeus i el tràfic d'esclaus

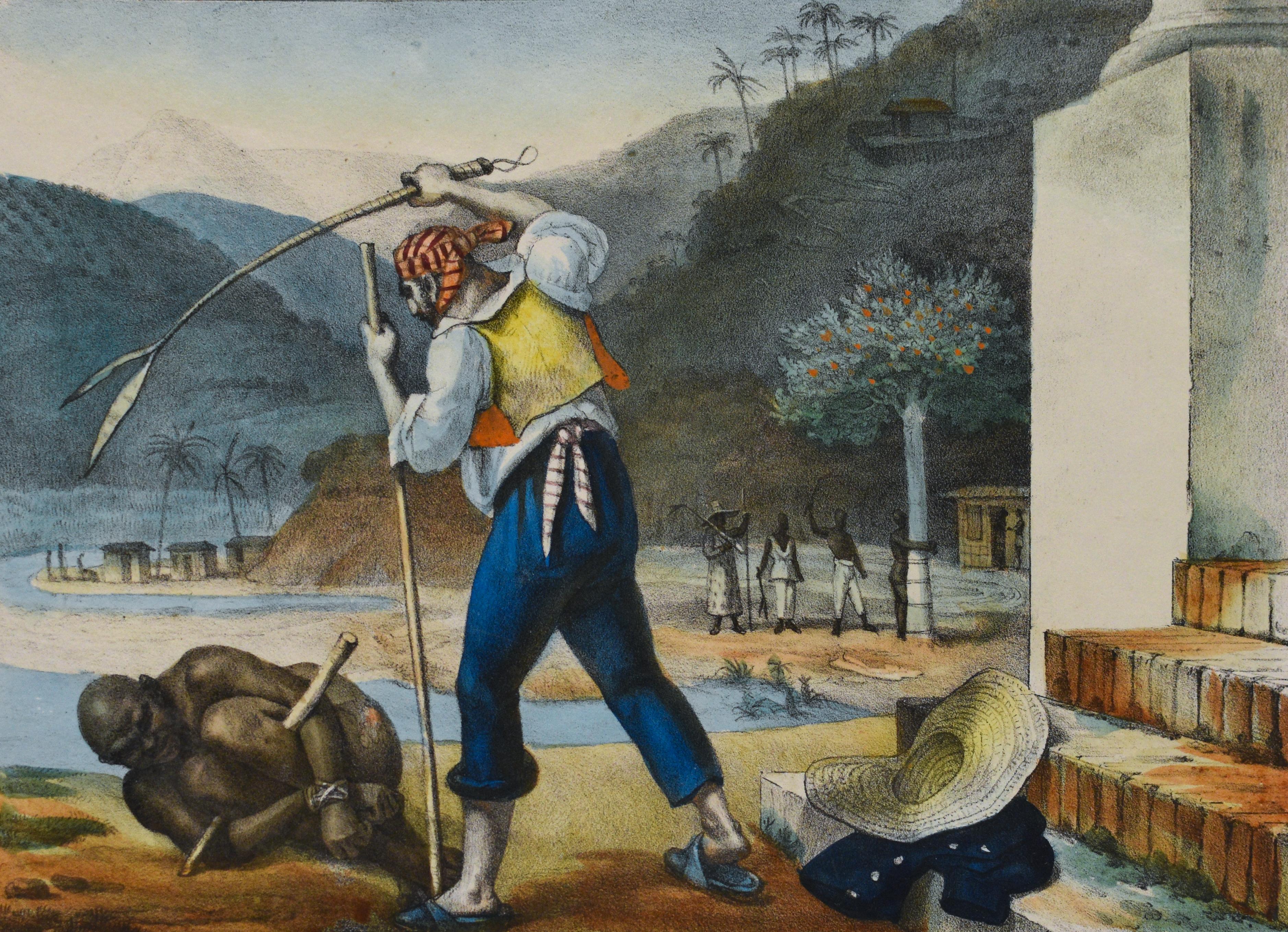
"L'esclavitud" (Jean-Baptiste Debret)

Va ser el navegant portuguès Álvaro Fernández el primer europeu del qual es té notícia en arribar a aquestes costes l'any 1447 durant els diversos intents i èxits per arribar a l'Índia circumnavegant Àfrica. D'aquesta forma van ser els portuguesos els primers europeus a poblar aquelles costes i donar el nom amb què ara les coneixem. Aquest va ser invenció de Pedro de Cintra el 1467, no se sap si per la línia afilada de les muntanyes que s'albiren des de la costa (com dents de lleó) o pel continu rugit dels trons a les muntanyes properes a l'actual Freetown.
Durant els següents segles els portuguesos van seguir visitant aquestes costes de l'Àfrica Occidental a la recerca sobretot d'esclaus. En elles aixecaven petits molls d'atracament i alguns fortins en llocs allunyats i recòndits. Però també constituïa un lloc de pas en la ja citada ruta cap a les Índies que els portuguesos explotaven. Així el 1500 la poderosa flota de 13 naus enviada per Manuel I de Portugal, la major reunida fins a aquesta data, per impressionar al samorin de Calcuta havia de passar per aquestes costes, però es va desviar a Cap Verd i va descobrir el Brasil en un viatge cobert pel misteri, en paraules de Manuel Lucena Salmoral.
El descobriment de la gran colònia portuguesa va disminuir l'interès dels lusitans en aquestes terres, però no el va anul·lar. Al mateix temps l'existència de malalties com la malària o la febre groga, que delmaven literalment als possibles colons, no convertia aquestes regions en una colònia atractiva. Com s'ha dit, els portuguesos van ocupar petits caps de platja per comerciar amb els tractants d'esclaus africans que sí que s'endinsaven en les selves a la recerca de mercaderia humana.
En nombroses ocasions s'ha postulat el negoci d'esclaus com una de les causes que convertirien després als africans en pobles colonitzats; afeblides les seves estructures tribals, que no podien protegir-los, i reduïda molt la seva autoestima davant una captura i un segrest continu. Aquest tràfic d'esclaus va patir una important novetat quan la monarquia espanyola va passar de concedir llicències i cobrar aranzels a participar directament en l'explotació negrera. Sierra Leone no va ser una excepció, però es va veure afectada en menor mesura que altres regions que van patir molt més, com és el cas de Guinea, Senegal o fins i tot Angola.

## Història moderna
A finals del segle xviii els britànics van decidir alliberar els esclaus i retornar-los a Àfrica. Després de moltes discussions van triar un territori recentment adquirit que seria més tard conegut com a Sierra Leone, com la futura pàtria d'aquests esclaus alliberats.
El 1821 Sierra Leone es va fusionar amb Gàmbia i Costa d'Or (avui anomenada Ghana) per crear els Territoris Africans Britànics de l'Oest. Durant els següents 50 anys la marina britànica va desembarcar 70.000 esclaus a Freetown, actual capital de Sierra Leone, la població de la capital, es veuria ràpidament augmentada per la migració d'indígenes des de l'interior. Un segle més tard, Sierra Leone va fer una transició pacífica a la independència.
Sierra Leone està habitada per grups ètnics diversos, però els  mende al sud i els temne al nord suposen més del 60% de la població total. Hi ha aproximadament nou grups etno-lingüístics més petits, inclosos els criolls i els limba. Sierra Leone té llaços forts amb la veïna Libèria i hi ha hagut successius plans per a una possible unió econòmica entre els dos països.
Els criolls (3% de la població, gairebé tots cristians) són descendents dels esclaus afroeuropeus alliberats que viuen a l'àrea de Freetown. Van ser l'elit en temps colonials després d'haver adquirit la cultura i l'educació britàniques.
Després de la independència del país el 1961, els règims mende (particularment sota el mandat d'Alberto Margai, 1964-1967) van tendir a arrabassar la dominació criolla en les estructures de l'Estat. Això, va portar als criolls a donar suport a al (APC) Congrés de Tot el Poble, dirigit per Siaka Stevens (1 Limba). Sota els règims de l'APC encapçalats per Stevens (1971-1985) i Joseph Saidu Momoh (1985-92), els criolls van aconseguir retenir gran part de la seva influència anterior.
Els mende (gairebé un terç de la població total), organitzats en el partit de Milton Margai van guanyar les eleccions el 1951, i van començar a augmentar la seva influència i poder tant en l'administració com en l'exèrcit. Com a resultat, les àrees on l'administració estava en mans mende es van veure beneficiades pel Govern fins al punt que a mitjans dels anys 60 els districtes mende tenien el doble d'escoles primàries que els districtes del nord.
El predomini limba i de l'elit criolla durant els primers anys del règim de l'APC van causar un gran ressentiment dels temne (aproximadament un terç de la població) que havia ajudat a l'APC. Durant els anys setanta, els temne es van unir als mende en la seva oposició al govern. Després que Stevens va designar un vicepresident temne el 1978, semblava que els temne quedarien com el segon grup més influent del règim, al costat dels limba. Els limba (menys del 10 per cent de la població) han estat preeminents en l'estat i l'exèrcit des que Stevens va pujar al poder el 1968.
El 1991 s'inicià la Guerra Civil de Sierra Leone (1991-2002), que implicà terror, devastació i una profunda crisi humanitària que provocà que arribara a ser el país més pobre del món. El 21 d'agost de 2001 el Parlament de Sierra Leone ratificà la Convenció sobre els Drets de la Infància. El gener de 2002 el conflicte va ser declarat oficialment acabat. El 16 de gener de 2002 es va signar l'Acord entre el govern de Sierra Leone i les Nacions Unides que parlava de la creació del Tribunal Especial per a Sierra Leone. El 13 de maig de 2002, el dia anterior a les eleccions, el president Kabbah anuncià la composició de la Comissió de la Veritat i la Reconciliació. El Tribunal Especial per a Sierra Leone va ser el primer tribunal especial que processaria i castigaria nens soldat.
El 30 d'abril de 1992 el Consell Provisional del Govern Nacional (NPRC), dirigit pel capità Valentine Strasser, dona un cop d'estat i pren el poder governamental. Amb el temps, Strasser afavoriria als mende sobre altres grups ètnics en el seu govern i en l'exèrcit. El gener de 1996 seria enderrocat pel cop militar dirigit pel diputat Julius Bio, qui va procedir a l'organització d'eleccions lliures que serien guanyades, al març d'aquest mateix any, per un civil, Ahmed Teixeixin Kabbah, fins al maig de 1997 en què va ser enderrocat per un cop militar.
Molta de la inestabilitat dels règims des del cop de Strasser el 1992 pot culpar la perllongada guerra civil que va començar al març de 1991. Una rebel·lió, dirigida per Foday Sankoh del Front Revolucionari Unit (FRU o RUF per les sigles en anglès), va començar a la regió sud-oriental del país i al març de 1995, havia afectat a tots els districtes menys un del país. La direcció del RUF està principalment composta per persones temne, igual que la major part de les seves tropes. El mateix Sankoh i la majoria dels seus lloctinents són temne i lluiten segons ells contra l'hegemonia Mende. Ahmed Teixeixin Kabbah és mig Mende i el seu SLPP (Partit Popular de Sierra Leone) és fundamentalment Mende. El RUF ha denunciat en repetides ocasions que el SLPP ha marginat als grups ètnics que no siguin mende i que han emprat un criteri ètnic en la designació dels ministres del Govern. Després del cop del maig de 1997, però, el RUF va demanar a Sankoh que donés suport al nou govern militar del comandant Johnny Koroma. Els fins llavors rebels van optar per associar-se amb el govern militar, però llavors, els Kamajors, les milícies mende organitzades sobre la base dels grups de caça tradicionals, va prendre el relleu de la lluita contra el govern del RUF.
Les conseqüències d'aquesta interminable guerra civil són que entre deu i quinze mil civils del nord-est i del sud-est han perdut la vida des de 1991, assassinats per ambdós exèrcits o per inanició i la meitat de la població del país (2 milions de persones) s'han vist obligades a abandonar les seves llars i a desplaçar-se a zones més segures alguna vegada durant el conflicte. Els districtes més afectats han estat Moyamba, Bo, Kenema, Kailahun, Tonkolili, Kono i Pujehun.
L'esperança d'estabilització durant l'estiu de 1998, a partir de la intervenció de les tropes de l'ONU, compostes per tropes nigerianes de l'ECOMOG, aviat va ser trencada després de les atrocitats contra els civils durant els mesos següents. Les crides de Foday Sankoh a les seves pròpies tropes a deposar les armes no han servit de res, en part perquè ambdues parts temen que després de la pau vindrien els judicis per traïció i crims contra la humanitat que podrien involucrar al mateix Sankoh.
El 2003 es va posar en pràctica un procés de Desarmament, desmobilització i reintegració que culminà el 31 de desembre de 2003. Aquest procediment va ser criticat perquè solament 8% de les nenes d'ús militar van ser part del programa, de manera que quedaren junt als combatents. No va atendre a mil dones i nenes.
El 28 de novembre de 2023 es va produir un cop d'estat fallit a Freetown que va provocar 21 morts. Les autoritats van vincular l'incident amb l'anterior president, Ernest Bai Koroma.